# N-acetil-1-D-mio-inozitol-2-amino-2-dezoksi-alfa-D-glukopiranozidna deacetilaza
N-acetil-1--mio-inozitol-2-amino-2-dezoksi-alfa--glukopiranozidna deacetilaza (EC 3.5.1.103, MshB) je enzim sa sistematskim imenom 1-(2-acetamido-2-dezoksi-alfa--glukopiranosil)-1D-mio-inozitol acetilhidrolaza. Ovaj enzim katalizuje sledeću hemijsku reakciju
1-(2-acetamido-2-dezoksi-alfa--glukopiranozil)-1D-mio-inozitol + 2O {\displaystyle \rightleftharpoons } 1-(2-amino-2-dezoksi-alfa--glukopiranozid)-1D-mio-inozitol + acetat
Ovaj enzim posreduje reakcioni step koji ograničava brzinu sinteze mikotiola.

## Literatura
- Nicholas C. Price; Lewis Stevens (1999). Fundamentals of Enzymology: The Cell and Molecular Biology of Catalytic Proteins (Third изд.). USA: Oxford University Press. ISBN 019850229X.
- Eric J. Toone (2006). Advances in Enzymology and Related Areas of Molecular Biology, Protein Evolution (Volume 75 изд.). Wiley-Interscience. ISBN 0471205036.
- Branden C; Tooze J. Introduction to Protein Structure. New York, NY: Garland Publishing. ISBN 0-8153-2305-0.
- Irwin H. Segel. Enzyme Kinetics: Behavior and Analysis of Rapid Equilibrium and Steady-State Enzyme Systems (Book 44 изд.). Wiley Classics Library. ISBN 0471303097.

## Spoljašnje veze
- N-acetyl-1-D-myo-inositol-2-amino-2-deoxy-alpha-D-glucopyranoside+deacetylase на 